# St. Florian (Schwabersberg)

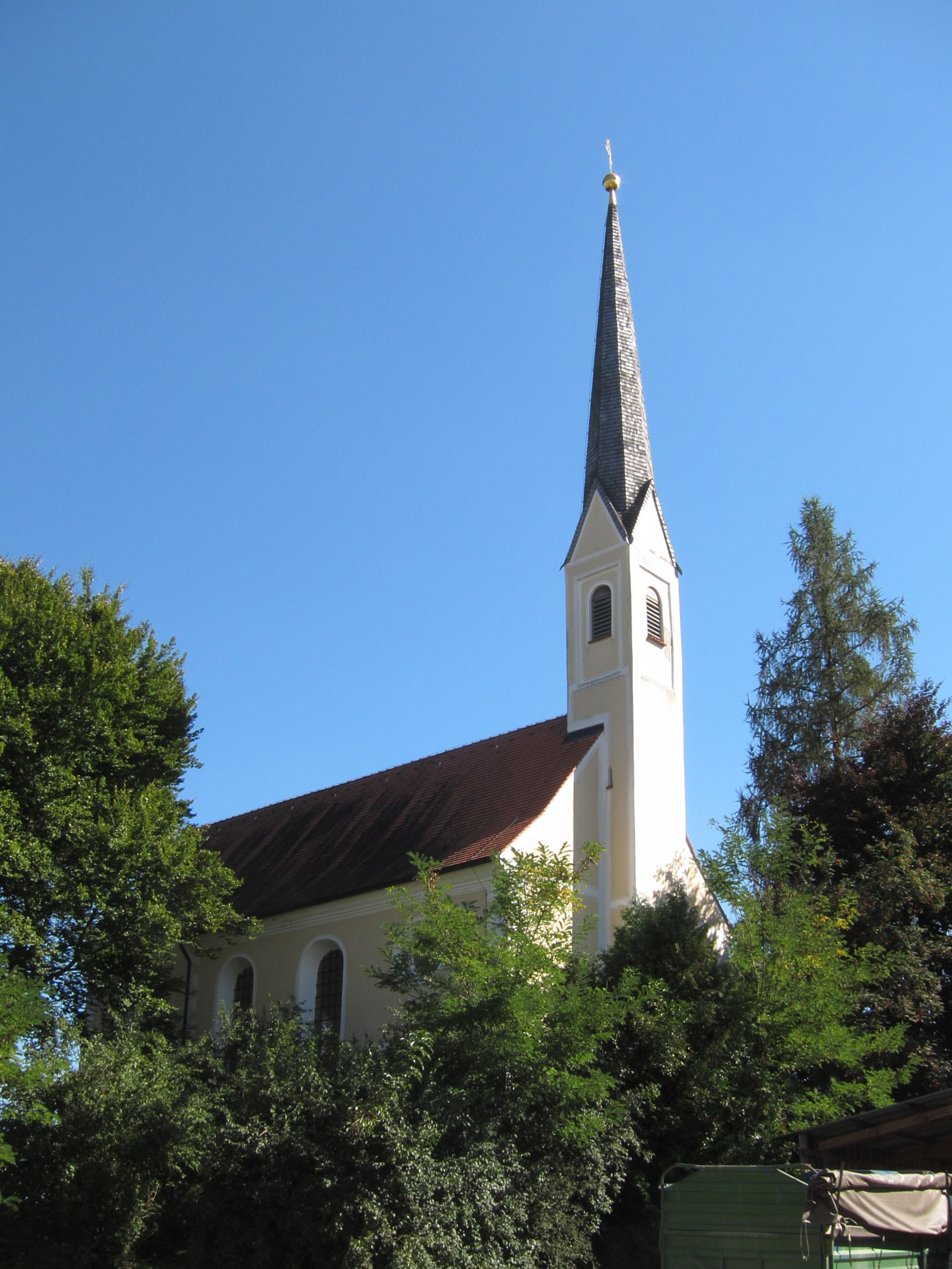
St. Florian in Schwabersberg

Die römisch-katholische Filialkirche St. Florian steht in Schwabersberg, einem Gemeindeteil von Walpertskirchen im oberbayerischen Landkreis Erding. Sie ist in der Liste der Baudenkmäler in Walpertskirchen als Baudenkmal unter der Nr. D-1-77-142-4 eingetragen. Die Kirche gehört zum Dekanat Erding im Erzbistum München und Freising.

## Beschreibung
Die barocke Saalkirche wurde um 1680 nach einem Entwurf von Hans Kogler erbaut. Sie besteht aus dem Langhaus, dem eingezogenen, dreiseitig geschlossenen Chor im Osten und dem halb in das Langhaus im Westen eingestellten Kirchturm. Sein oberstes Geschoss enthält den Glockenstuhl. Zwischen den Giebeln erhebt sich ein spitzer Helm. 
Der Innenraum ist mit einem Stichkappengewölbe überspannt. 
Der Hochaltar mit einer aus Holz geschnitzten Figurengruppe des heiligen Florian, des Schutzheiligen der Kirche, und Engeln wurde um 1680 aufgestellt. Am linken Nebenaltar ist ein Ölbild der Hl. Familie zwischen den Figuren des hl. Wendelin und der heiligen Anna zu sehen. Der südliche Seitenaltar wurde um 1760 geschaffen, mit Schnitzfiguren der hl. Maria sowie ihrer Eltern Joachim und der Anna. Die Arbeiten werden im Umkreis Christian Jorhans d. Ä. angenommen.